# Hiệp sĩ nữ hoàng
Hiệp sĩ nữ hoàng (Tiếng Hàn: 여왕의 기사, Tiếng Anh: The Queen's Knight, Tiếng Đức: Ritter der Königin), do 김강원 (Kim Kang-won), tác giả của I.N.V.U. sáng tác, là một bộ manhwa (truyện tranh Hàn Quốc), phát hành trên tạp chí Party từ 1997 đến 2005, sau được công ty văn hóa Haksan tập hợp và in thành sách với dung lượng 17 tập và do Tokyopop phân phối ra các thị trường nước ngoài. Nhà xuất bản Kim Đồng đã mua bản quyền và xuất bản bộ truyện vào năm 2013. Đây là câu chuyện kể về Lee Yuna, 1 nữ sinh Hàn Quốc với lời hứa trở thành nữ hoàng Fantasma trong chuyến đi thăm lâu đài Neuschwanstein ở Füssen, miền nam nước Đức.

## Nội dung
Từ khi mẹ của Yuna Lee, 15 tuổi, sang Đức để lấy bằng về âm nhạc, Yuna sống cùng bố, 1 giảng viên đại học, và ba ông anh trai, những người luôn bảo vệ cô quá mức. Vào kì nghỉ hè, cô sang Đức thăm mẹ, rồi bị rơi xuống 1 vách đá và được Rieno, một hiệp sĩ 18 tuổi có khả năng xuyên thời gian sống ở nơi gọi là Phantasma cứu sống. Rieno đưa ra thỏa thuận với Yuna cho việc cứu sống cô là cô phải trở thành nữ hoàng của anh, theo anh về Fantasma. Mắc nợ ơn cứu mạng của Rieno, Yuna mắc kẹt giữa mong muốn trở về thế giới của cô và việc làm nữ hoàng Phantasma, vương quốc bị nguyền rủa.
Fantasma là vương quốc đầy rẫy ma quỷ bóng đêm, luôn chìm trong mùa đông lạnh lẽo. Chỉ khi có sự xuất hiện của nữ hoàng, dùng tình yêu của mình gọi mùa xuân về, Fantasma mới có sự sống. Rieno dạy cho Yuna cách trở thành nữ hoàng Fantasma, mặc dù cô rất bướng bỉnh không nghe lời. Dần dần, Yuna bắt đầu có tình cảm với Rieno, bởi thế mùa xuân đã trở lại.
Yuna chính thức trở thành nữ hoàng và được đưa về cung điện, có 3 hiệp sĩ riêng, Ehren Fürst, Schiller Licht và Leon Për hộ vệ. Từ đây, cô phải trải qua hàng loạt rắc rối khi ở ngôi vị nữ hoàng và bị xoay vòng bởi tình cảm của các hiệp sĩ hộ vệ và với Rieno, vì cô luôn phải trốn tránh cảm xúc của mình với anh.

## Nhân vật
Yuna Lee
Nữ chính của bộ truyện, 15 tuổi. Cô là con út và cũng là cô con gái duy nhất của gia đình Lee, hiện đang học lớp 8. Yuna có 3 ông anh trai, lúc nào cũng bảo vệ cô nghiêm ngặt. Bố cô làm giảng viên đại học, mẹ cô đang ở Đức theo học Âm nhạc, thứ bà đã phải từ bỏ vì việc kết hôn, sinh và nuôi dạy con cái. Cô phải lòng người bạn thời thơ ấu, Kahyun Song, vốn là bạn của ông anh thứ ba.
Yuna sang Đức thăm mẹ trong kì nghỉ hè và bị gãy chân do rơi xuống hẻm núi ở lâu đài Neuschwanstein, miền bắc Bavaria. Cô được một hiệp sĩ bí ẩn tên Rieno cứu, kẻ tôn cô thành nữ hoàng của Phantasma. Khi mùa xuân đến, cô được đưa tới lâu đài của nữ hoàng ở thủ đô Elysian và được bảo vệ riêng bởi ba hiệp sĩ hộ vệ. Cô thường xuyên đối đầu với công chúa Libera tể tướng Kent.
Mặc dù mùa xuân là do tình yêu của Nữ hoàng dành cho Rieno gọi tới, nhưng Yuna chối rằng cô sẽ không bao giờ yêu hay tha thứ cho anh. Và đúng như lời cô, dường như cô có vẻ thích Ehren, một trong số các hiệp sĩ hộ vệ cho mình. Yuna vẫn còn yêu Rieno nhưng vì có sự hiện diện của Ehren đã khiến cô thực sự thấy tốt hơn nhiều.
So với những nữ hoàng trước kia của Phantasma, Yuna có nhiều khác biệt:
1. Cô không hề xinh đẹp một cách nổi bật như mọi người mong chờ. Thực tế, trừ khi được thông báo, mọi người chỉ nghĩ cô là một cô bé (hoặc cậu bé, do dựa vào đầu tóc và cách ăn mặc). Cô thường mặc trang phục nam của Phantasma, sau cô yêu cầu tì nữ may cho mình những bộ quần áo theo kiểu hiện đại dựa vào bản phác họa của cô (ví dụ: váy hè, áo cộc, váy ngắn, vv...)
2. Cô quan tâm tới vương quốc và chính trị thay vì chỉ đắm mình trong quần áo và trang sức.
3. Cô dường như là vị nữ hoàng duy nhất đối đầu với tể tướng Kent.
4. Cô muốn tìm hiểu về Phantasma, tự mình tìm hiểu tình hình và đời sống nhân dân, và muốn thực hiện cải cách chính trị, kinh tế và giáo dục. Để thực hiện, Yuna lẻn ra ngoài cung điện cùng các Hiệp sĩ hộ vệ (trừ Ehren do bị thương) vào nửa đêm và cải trang như một nhóm du mục. Cô cũng ra lệnh xây dựng trường học bệnh viện để cải thiện điều kiện sống của nhân dân.
5. Quan điểm chính trị và chuyện riêng của cô theo gương nữ hoàng Elizabeth I của Vương quốc Anh trong lịch sử ở thế giới thật.

### Fantasma
Rieno
18 tuổi (hoặc ít nhất là độ tuổi kể từ khi anh dừng bị lão hóa), một hiệp sĩ của vùng đất Phantasma. Anh cứu Yuna sau khi cô bị rơi từ một vách đá ở Đức. Anh hứa sẽ cứu sống Yuna, nếu cô hứa trở thành nữ hoàng của mình và đi theo anh tới Phantasma. Yuna ngất xỉu sau khi nhìn thấy Rieno rạch cổ tay mình để thực hiện tuyên thệ ràng buộc bằng máu. Rieno đưa Yuna gần nơi có người sống để cô có thể chữa lành đôi chân, nhưng bằng cách nào đó Yuna đã trở về quê nhà. Rieno bắt đầu xâm nhập giấc mơ của Yuna để đưa cô trở lại Đức. Anh bắt cóc Yuna trên lưng ngựa trong lần trở lại Đức để gặp mẹ của cô, sau đó dẫn cô sang Hermeny để bắt đầu hành trình tới lâu đài của Nữ hoàng, khi mùa xuân đến. Mặc dù anh là một nhân vật lạnh lùng, nhẫn tâm, và đôi khi cứng nhắc, nhưng anh đã có biểu hiện ghen tuông với sự hiện diện của các Hiệp sĩ hộ vệ, chủ yếu là với Ehren. Anh là người thừa kế ngai vàng của bóng tối, và sẽ nhận vai trò đáng sợ này khi tròn tuổi 19. Mẹ anh, Hexe, vì yêu thương anh đã sử dụng ma thuật đen của mình để khiến anh miễn nhiễm với thương tích, độc chất và phép thuật.
Ehren Furst
Khoảng 16 tuổi, là con trai của cựu Tể tướng Ehren Furst, cháu của Tể tướng hiện tại, Kent, và là lãnh chúa của vùng Toeu. Anh là hiệp sĩ đầu tiên gặp Yuna nhưng không biết cô ấy là Nữ hoàng và thất lễ dù bản thân là một hiệp sĩ đầy triển vọng. Anh gọi cô là đồ ngốc, và thông báo rằng cô đã xâm phạm vào vùng đất của gia tộc Hwerusute. Sau khi biết thân phận thật sự của cô, anh giúp cô học hỏi với các nghiên cứu của mình về luật pháp và ngôn ngữ của Phantasma. Anh có chút niềm tin vào bản thân nhờ thái độ trẻ con và ngây thơ của Yuna, thậm chí lúc đầu nghĩ cô là trẻ con bởi vì cô dễ bật khóc miễn cưỡng khi ra lệnh. Sau khi Yuna chấp nhận vào vai Nữ hoàng và bắt đầu trưởng thành, Ehren thể hiện mặt tính cách dịu dàng hơn, và hơn một lần, cho phép Yuna khóc trên vai mình nhằm an ủi cô, nhiều lần dẫn đến sự kích động của các Hiệp sĩ khác, như Rieno, Leon, và Schiller. Tuy nhiên, anh buộc mình phải thay đổi, khiến trái tim cứng rắn khi Yuna bắt đầu trải qua quá trình trưởng thành vì ảnh hưởng của Rieno. Ehren yêu Yuna và hứa sẽ trở thành hiệp sĩ tốt nhất của cô. Anh cho Yuna thấy tình yêu bị nguyền rủa cô dành cho Rieno sẽ phá hủy Phantasma như thế nào và buộc cô phải lựa chọn giữa Rieno và Phantasma. Cô để anh lựa chọn cho cô, và do đó, để bảo vệ đất nước và nữ hoàng của mình, anh tuyên bố tại một bữa tiệc rằng sự trưởng thành của Yuna là do anh. Anh cũng thông báo về đám cưới của Anh và Yuna trước sự ngạc nhiên và kinh hoàng của Yuna.
Leon Per
Tuổi chưa rõ, là út trong số 6 anh em, đến từ làng Hoch, nơi đề cao sức mạnh thể chất và là nơi ra đời những chiến binh thiện chiến nhất Phantasma. Một chiến binh thực thụ, Leon khá thô lỗ và dễ nổi giận, đặc biệt là việc liên quan tới danh dự của Yuna. Ban đầu anh lầm Schiller là một phụ nữ và cùng làm lộ mặt trái của công chúa Libera, khi cả hai bắn hạ lũ chim của cô ta. Tại Lễ hội ghép đôi của làng Hoch, anh nói với Yuna rằng anh yêu cô và hôn cô sau khi cô đưa anh tới khe nước thần để chữa bệnh. Yuna nói chỉ coi anh là bạn bè, anh hứa sẽ bảo vệ cô. Leon được tiên tri sẽ thành chồng của Nữ hoàng Phantasma, nhưng khi Bà Rehethee cố gắng nhìn ra mặt vợ tương lai của anh, bà ta thấy.... Libera! Anh và Libera có một mối quan hệ yêu-ghét rất thú vị, họ thể hiện rất ghét nhau nhưng Liberia lại nghĩ Leon khá hài hước.
Schiller Licht
Tuổi chưa rõ, là một người con trai rất xinh đẹp, ban đầu Leon tưởng nhầm là phụ nữ, và với chiếc đầm chéo anh vô cùng thành công khi cải trang thành nữ trong chuyến du hành của Yuna. Hemel, người chế ra loại thuốc ngủ cho phép người dân của Phantasma ngủ qua mùa đông dài chờ nữ hoàng xuất hiện, chính là ông nội của Schiller; cho thấy Schiller cugx là một thầy thuốc giỏi. Schiller là người được dự kiến có thể khéo léo quyến rũ Yuna, nhưng anh đã không làm vây. Rieno được Schiller tiết lộ anh mang dòng máu hậu duệ của Ánh sáng (trong khi máu của Rieno là hậu duệ Bóng tối), được kết nối với những vị Tinh linh ánh sáng, những vị thần xinh đẹp phát ra ánh sáng. Yuna tin tưởng anh nhất trong tất cả các hiệp sĩ giám hộ của cô bởi vì anh khiến cô nhớ tới các anh trai mình. Schiller có tình cảm với Yuna, thậm chí còn sẵn sàng từ bỏ mạng sống vì cô. Cuối cùng anh đã từ bỏ cảm xúc ấy, mặc dù vẫn có tình cảm và còn quan tâm sâu sắc đối với Yuna.

### Thế giới hiện đại
Jin Lee
Con trưởng trong gia đình họ Lee, anh trai cả của Yuna, hiện đang học năm thứ hai đại học, chuyên ngành máy tính. Được biết đến với hình ảnh một người có trách nhiệm và bao dung. Anh cũng sắm vai trò "người Mẹ" trong gia đình.
Hyun Lee
Con thứ hai của gia đình họ Lee là anh trai thứ hai của Yuna đang học năm cuối trung học và nổi tiếng là một người thu hút và hay tự sướng về bản thân. Hiện nay, anh ta nhận 1 công việc làm thêm bán thời gian để mua máy quay phim mới.
Beum Lee
Con thứ ba của gia đình họ Lee, là anh trai thứ ba của Yuna, 16 tuổi. Anh ta đứng đầu lớp, về cả lực học lẫn thể thao. Beum chắc chắn rằng không có anh chàng nào được phép đến gần cô em gái của mình, miễn cưỡng chấp ngoại lệ là Kahuyn. Tất cả kẻ khác chỉ cần biểu lộ việc để ý Yuna là đã nhanh chóng bị đánh bại. Anh tin chắc rằng không có ai dám bắt nạt Yuna ở trường, dưới sự bảo vệ của mình. Theo ý kiến của Yuna, anh chăm sóc và yêu động vật còn hơn cả người.
Kahyun Song
Bạn thời thơ ấu của Yuna và là bạn bè với Beum, 16 tuổi, một thần đồng piano. Mẹ của Yuna thường dạy đàn cho anh khi còn bé. Do một tai nạn xe hơi, tay đã bị chấn thương nặng và anh phải tạm nghỉ học một năm. Người ta nói rằng anh sẽ không bao giờ có thể chơi đàn piano được như trước. Cha anh là bác sĩ tại địa phương và sở hữu 1 bệnh viện. Anh dường như quan tâm tới Yuna, nhưng hay có căng thẳng giữa họ do Mari Park xen vào.
Hae Won Min
Người bạn tốt nhất của Yuna từ khi học mẫu giáo, đã phải lòng Lee Beum. Cô tính tình hiền hòa, bình tĩnh, và là một người trung thực và tốt bụng.
Mari Park
Một nhân vật rất hòa đồng, chuyển đến trường của Yuna vào cuối năm lớp 7 và chỉ sau hai tháng, đã trở thành đại diện của lớp, ghen tị với Yuna, gia đình, và bạn bè của cô. Cô tuyên bố tình yêu của mình dành cho Kahyun với Yuna và tích cực theo đuổi Kahyun. Cô tung tin đồn về việc Yuna quay cóp trong kỳ thi nên điểm thi của Yuna mới được cải thiện.

## Các ấn phẩm
Hiệp sĩ nữ hoàng ra mắt các chương tại Hàn Quốc từ năm 1997 tới 2005 trên tạp chí chuyên về Manhwa Party. Các chương lẻ được tập hợp và in thành 17 tập truyện. Từ tháng 8 năm 2005 tới tháng 11 năm 2007, bộ truyện được Tokyopop phát hành sang tiếng Đức, đồng thời phát hành bản tiếng Anh vào tháng 11 năm 2004.
Tại Việt Nam, bộ truyện từng được nhà xuất bản Thanh Hóa xuất bản. Tới năm 2013, bộ truyện mới được nhà xuất bản Kim Đồng chính thức phát hành, tập 1 ra mắt ngày 19 tháng 08, 2013 và tập cuối phát hành ngày 21 tháng 04, 2014